# Sixt z Ottersdorfu
Sixt z Ottersdorfu (kol. 1500, Rakovník – 5. srpna 1583, Praha) byl český překladatel, politik, právník, humanista a přední pražský patricij 16. století.

## Životopis
Studoval nejprve na pražské univerzitě a poté ve Wittenberku. V Praze vlastnil řadu nemovitostí, například Sixtův dům na Staroměstském náměstí. Od roku 1546 byl kancléřem Starého Města pražského. Stal se mluvčím stavovského odboje vůči panovníku Ferdinandovi I.

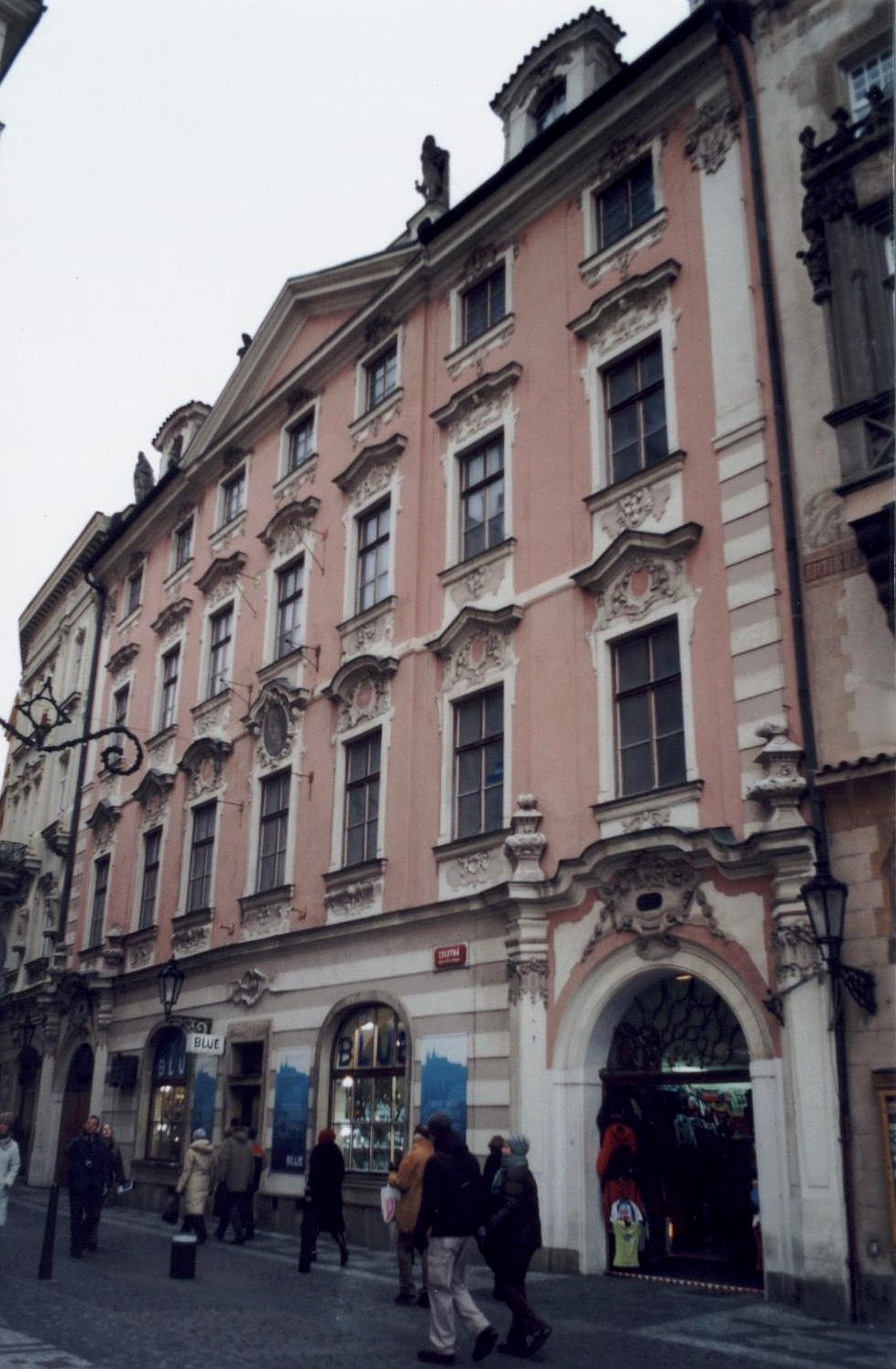
Sixtův dům v Celetné ulici v Praze (v podobě dané barokní přestavbou ze 40. let 18. století) byl sídlem Sixta z Ottersdorfu

Po porážce odboje v první šmalkaldské válce v létě roku 1547 byl zbaven úřadu a na dva měsíce dokonce zajat v Černé věži na Pražském hradě. Po propuštění se věnoval sepisování „samizdatových“ Akt aneb knih památných čili historie oněch dvou nepokojných let v Čechách 1546 a 1547, které byly polemikou s oficiálními Akty těchto všech věcí, které jsou mezi nejjasnějším knížetem a pánem, panem Ferdinandem (etc.) a jistými osobami z panského, rytířského a měšťanského stavu království Českého léta tohoto XLVII zběhly. Kromě toho provedl revizi a částečně i nový překlad (3. kniha Makabejská) Bible podle latinského a řeckého textu pro nové připravované vydání Bible Jiřím Melantrichem. Vydání, které je dnes známé jako Bible Melantrichova, vyšlo v roce 1549 a pak ještě šestkrát. První vydání této bible se paradoxně tisklo v téže Netolického tiskárně, jako oficiální prohabsburská Akta těchto věcí, s nimiž Sixt ve svém spisku polemizoval. Sixtova překladatelská a literární činnost je však daleko širší a dokládá nejen výbornou znalost jazyků, ale také široký humanistický rozhled.
V šedesátých a sedmdesátých letech se Sixt opět vrátil do veřejného života. Jako zástupce měst se například účastnil jednání o České konfesi. Svědectví o těchto jednáních opět zpracoval formou psaného textu, tzv. Diaria. Podobně jako Historie oněch dvou nepokojných let je i Diarium důležitým pramenem historického poznání.
Jan Blahoslav jej roku 1570 nazval „nejlepším Čechem ze všech přítomných pražských doktorů a mistrů“. Sixtovo jméno bylo umístěno pod okny Národního muzea v Praze spolu s mnoha dalšími (srov. Dvaasedmdesát jmen české historie).

## Rodina
Jeho nevlastním bratrem byl Ambrož z Ottersdorfu, původně písař Starého Města pražského, později brněnský městský písař a moravský prokurátor. Synem Sixta byl Jan Theodor Sixt z Ottersdorfu, staroměstský měšťan a člen direktoria českých stavů v době stavovského povstání.